# Carolina Schutti
Carolina Schutti (Innsbruck, 1976) è una scrittrice austriaca.

## Vita
Schutti ha studiato germanistica, anglistica, americanistica, chitarra classica e canto. Dopo aver conseguito un dottorato su Elias Canetti e dopo aver lavorato presso l'università di Firenze e il Literaturhaus am Inn di Innsbrück, ha esordito nel 2010 con il romanzo Wer getragen wird, braucht keine Schuhe, candidato al premio letterario Rauris, e ha interrotto la carriera accademica per dedicarsi alla scrittura.
Il secondo romanzo del 2012, Einmal muss ich über weiches Gras gelaufen sein (L'erba di ieri), ha ricevuto il premio letterario dell'Unione europea 2015. Seguono la novella Eulen fliegen lautlos (2015, premio Alois Vogel) e la raccolta di poesie Nervenfieber (2018). Schutti è inoltre autrice di racconti comparsi in diverse antologie e dei radiodrammi Kalte Asche (2011), ...lautlos (2014) e Voices (2012, con Ralph Schutti), trasmessi dall'emittente austriaca ORF. I suoi libri sono stati tradotti in più di dieci lingue.

## Riconoscimenti
- 2011: candidatura al premio letterario Rauris
- 2012: premio letterario Alois Vogel
- 2012: candidatura al premio letterario Alpha
- 2015: premio letterario dell'Unione europea per L'erba di ieri

## Opere
- Die Bibel in Elias Canettis ,Blendung‘. Eine Studie zur Intertextualität mit einem Verzeichnis der Bibelstellen, tesi di dottorato, Innsbruck University Press, 2006, ISBN 3-901064-33-8
- Wer getragen wird, braucht keine Schuhe, Salzburg, Otto Müller Verlag, 2010, ISBN 978-3-7013-1178-1
- Kalte Asche, radiodramma, musiche di Ralph Schutti, regia di Martin Sailer, ORF, 2011
- einmal muss ich über weiches Gras gelaufen sein, Salzburg, Otto Müller Verlag, 2012, ISBN 978-3-7013-1193-4 (in italiano L'erba di ieri, traduzione di Marco Federici Solari, Roma, L'orma editore, 2019, ISBN 978-88-997-9374-6)
- ...lautlos, radiodramma, regia di Martin Sailer, ORF, 2014
- Eulen fliegen lautlos, Innsbruck, edition laurin, 2015, ISBN 978-3-902866-24-0
- Nervenfieber, Innsbruck, edition laurin, 2018, ISBN 978-3-902866-62-2